# Renommee
Als Renommee (französisch la renommée, „guter Ruf“, „Ansehen“) wird in der öffentlichen Meinung das Ansehen einer Institution oder einer Persönlichkeit in breiteren Kreisen bezeichnet.
Das Renommee kann umfassen:
- die wissenschaftliche Reputation
- den Vergleich mit ähnlichen Institutionen oder Personen desselben Tätigkeitsbereichs (siehe Ranking und Citation Index)
- die soziale Anerkennung, die sich beispielsweise an der Beauftragung von Gutachtern oder bei Universitäten am Andrang guter Studenten erkennen lässt,
- den moralischen Ruf (den guten Leumund), v. a. der leitenden Personen einer Institution und/oder
- das Ansehen eines Unternehmens oder eines Kaufmanns (Image) bei Geschäftspartnern oder in der Öffentlichkeit

Das Adjektiv renommiert wird im Wirtschaftsleben für „gut beleumdet“ verwendet („ein renommiertes Unternehmen“). 
Das (veraltende) Verb renommieren hat abfällige Bedeutung („prahlen“, „protzen“). Veraltet ist das davon abgeleitete Substantiv Renommist mit der Bedeutung „Angeber“. So schrieb Erich Kästner in seinem Gedicht Die Sache mit den Klößen Folgendes:
Der Peter war ein Renommist. 

Ihr wisst vielleicht nicht, was das ist. 

Ein Renommist, das ist ein Mann, 

der viel verspricht und wenig kann.
Der Renommist ist der Titel eines scherzhaften Heldengedichts von Justus Friedrich Wilhelm Zachariae (1726–1777), das einen Antihelden-Typus schildert.